# Hans Reichhart

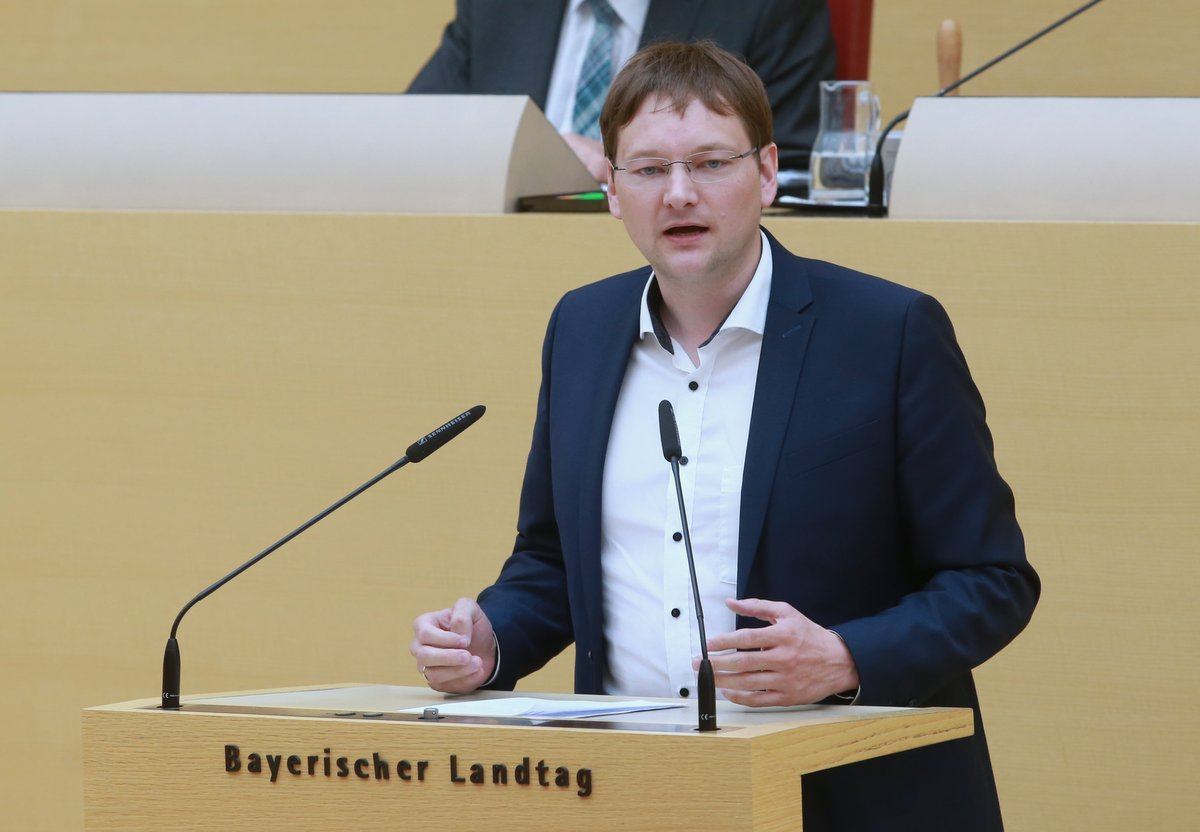
Hans Georg Reichhart (Mai 2017)

Hans Georg Reichhart (* 20. Juni 1982 in Burgau) ist ein deutscher Politiker (CSU). Reichhart war Landesvorsitzender der Jungen Union Bayern, Mitglied des Bayerischen Landtags und im Kabinett Söder II Staatsminister für Wohnen, Bau und Verkehr. Im Januar 2020 kündigte er seinen Rücktritt zum 1. Februar 2020 an, um sich auf seine Kandidatur als Landrat im Landkreis Günzburg zu konzentrieren. Im Kabinett Söder I war er zuvor von März 2018 an Staatssekretär im Ministerium der Finanzen, für Landesentwicklung und Heimat. Bei den Kommunalwahlen 2020 wurde Reichhart zum Günzburger Landrat gewählt.

## Leben
Reichhart wuchs in Jettingen-Scheppach auf. Von 1988 bis 1992 besuchte er die Grundschule Scheppach, von 1992 bis 2001 das St.-Thomas-Gymnasium Wettenhausen. Im Anschluss leistete er von 2001 bis 2002 seinen Wehrdienst im Transportbataillon 220 in der Prinz-Eugen-Kaserne in Günzburg ab.
Reichhart ist römisch-katholisch, seit 2012 mit Johanna Reichhart verheiratet und Vater von zwei Kindern. Sein gleichnamiger Vater (* 1952) war von 2002 bis April 2020 erster Bürgermeister von Jettingen-Scheppach.

## Ausbildung
Nach seinem Studium der Rechtswissenschaften von Oktober 2002 bis Juli 2006 an der Universität Passau und der Capital University in Columbus (Ohio) absolvierte er im Juli 2006 die Erste Juristische Staatsprüfung. Reichhart wurde 2007 an der Universität Passau mit einer Dissertation zur Vermögensabschöpfung im Strafverfahren zum Dr. jur. promoviert. Von Oktober 2007 bis November 2009 leistete er sein Referendariat am Landgericht Passau ab. Im November 2009 folgte die Zweite Juristische Staatsprüfung. Von Januar 2010 bis September 2011 war er Richter am Amtsgericht Dillingen, von September 2011 bis September 2012 Staatsanwalt der Staatsanwaltschaft Augsburg und von September 2012 bis Oktober 2013 abermals Richter am Amtsgericht Dillingen.

## Parteilaufbahn
Reichhart trat 1997 in die Junge Union, 1998 in die CSU und 2002 zu Beginn seines Studium auch in den RCDS Passau ein. Von 2011 bis 2014 war er Bezirksvorsitzender der Jungen Union in Schwaben. Dieses Amt gab er im Januar 2014 nach seiner Wahl zum Landesvorsitzenden der Jungen Union Bayern ab. Von Oktober 2013 bis August 2019 war er Landesvorsitzender der Jungen Union Bayern. Dabei wurde er dreimal von den Delegierten der Landesversammlung gewählt.

## Tätigkeit als Mandatsträger
Reichhart wurde 2008 in den Marktgemeinderat seiner Heimatgemeinde Jettingen-Scheppach gewählt. Bei der Landtagswahl 2013 zog er über die Liste im Wahlkreis Schwaben in den Bayerischen Landtag ein, schied jedoch aufgrund des Ergebnisses der Landtagswahl 2018 wieder aus. Im März 2014 wurde er zum Kreisrat im Landkreis Günzburg gewählt. Mit Beginn der Kreistagsperiode 2014 bekleidet er das Amt des CSU-Fraktionsvorsitzenden im Günzburger Kreistag. Nachdem 2020 seine Wahl zum Landrat des Landkreises Günzburg erfolgt war, wurde er aufgrund dieser Funktion im Oktober 2021 für drei Jahre zum Vorsitzenden des Regionalverbandes Donau-Iller gewählt. Das Amt des Verbandsvorsitzenden hatte er bis 2024 inne, als er vom Ulmer Oberbürgermeister Martin Ansbacher abgelöst wurde und das Amt des Stellvertreters übernahm.

## „Schottdorf-Affäre“
Als Mitglied des Untersuchungsausschusses „Labor“ des Bayerischen Landtags warf Reichhart im März 2013 dem ehemaligen Chef der polizeilichen Sonderkommission zu Betrugsermittlungen gegen Ärzte und das Augsburger Großlabor Schottdorf grob rechtswidriges Verhalten vor. Die Vorwürfe stellten sich später als falsch heraus. Der betroffene Polizeibeamte erstattete 2015 Anzeige wegen Verleumdung gegen den CSU-Politiker. Im Juli 2015 stellte die Staatsanwaltschaft ihre Vorermittlungen ein, da Reichharts Vorwurf zwar unzutreffend gewesen sei, er aber nicht vorsätzlich gehandelt habe.